# Enema of the State
Enema of the State là album phòng thu thứ ba của ban nhạc pop punk Mỹ Blink-182. Đây là album đầu tiên của Blink-182 được sản xuất bởi Jerry Finn - người mà ban nhạc cộng tác trong hai album tiếp theo của họ. Album này là album đầu tiên có sự cộng tác của Travis Barker - người thay thế cựu tay trống Scott Raynor. Có ba đĩa đơn được phát hành từ album và từng rất thành công là "What's My Age Again?", "All the Small Things" và "Adam's Song".

### Khen ngợi
.
| Đơn vị khen ngợi                                | Quốc gia       | Lời khen                                   | Năm  | Hạng |
| ----------------------------------------------- | -------------- | ------------------------------------------ | ---- | ---- |
| About.com                                       | Hoa Kỳ         | Top 10 Punk Pop Albums                     | 2012 | 1    |
| Blender                                         | Hoa Kỳ         | 500 CDs You Must Own Before You Die        | 2003 | *    |
| Guitar World                                    | Hoa Kỳ         | 100 Greatest Guitar Albums                 | 2006 | 14   |
| 100 Greatest Rock Albums                        | 2006           | 85                                         |      |      |
| Rock Sound                                      | Vương quốc Anh | Top 150 Albums of Our Lifetime (1992–2006) | 2006 | 15   |
| Rock Sound                                      | Vương quốc Anh | 101 Modern Classic Albums                  | 2012 | 2    |
| The Stories Behind 50 Years of Great Recordings | Hoa Kỳ         | Great Recordings                           | 2005 | *    |
| VH1                                             | Hoa Kỳ         | Greatest Album Covers of All Time          | 2006 | 34   |

* denotes an unordered list

## Danh sách bài hát
Tất cả các ca khúc được viết bởi Mark Hoppus và Tom DeLonge.
| STT              | Nhan đề                 | Lead vocal(s)    | Thời lượng |
| ---------------- | ----------------------- | ---------------- | ---------- |
| 1.               | "Dumpweed"              | DeLonge          | 2:23       |
| 2.               | "Don't Leave Me"        | Hoppus           | 2:23       |
| 3.               | "Aliens Exist"          | DeLonge          | 3:13       |
| 4.               | "Going Away to College" | Hoppus           | 2:59       |
| 5.               | "What's My Age Again?"  | Hoppus           | 2:28       |
| 6.               | "Dysentery Gary"        | DeLonge/Hoppus   | 2:45       |
| 7.               | "Adam's Song"           | Hoppus           | 4:09       |
| 8.               | "All the Small Things"  | DeLonge          | 2:48       |
| 9.               | "The Party Song"        | Hoppus           | 2:19       |
| 10.              | "Mutt"                  | DeLonge          | 3:23       |
| 11.              | "Wendy Clear"           | Hoppus           | 2:50       |
| 12.              | "Anthem"                | DeLonge          | 3:37       |
| Tổng thời lượng: | Tổng thời lượng:        | Tổng thời lượng: | 35:17      |

## Thành viên tham gia
| Blink-182 - Mark Hoppus – hát chính, ghita bass - Tom DeLonge – hát, ghita - Travis Barker – trống, nhạc cụ gõ Các nhạc công khác - Roger Joseph Manning, Jr. – nhạc cụ phím trong các bài "What's My Age Again?", "Adam's Song", "All the Small Things", "Wendy Clear" và "Anthem" Thiết kế mỹ thuật - Tim Stedman – chỉ đạo mỹ thuật, thiết kế - Keith Tamashiro – thiết kế - David Goldman – nhiếp ảnh - Janine Lindemulder – người mẫu bìa | Sản xuất - Jerry Finn – sản xuất, kỹ sư hòa âm cho các bài "The Party Song" và "Wendy Clear" - Tom Lord-Alge – kỹ sư hòa âm - Sean O'Dwyer – kỹ sư thu âm - Darrel Harvey – trợ lý kỹ sư - John Nelson – trợ lý kỹ sư - Robert Read – trợ lý kỹ sư - Mike Fasano – kỹ thuật viên trống - Rick DeVoe – quản lý - Gary Ashley – A&R - Brian Gardner – kỹ sư làm master |

## Bảng xếp hạng
| Bảng xếp hạng (1999)             | Peak position |
| -------------------------------- | ------------- |
| Australian ARIA Albums Chart     | 4             |
| Canadian Albums Chart            | 7             |
| Austrian Albums Chart            | 6             |
| Dutch Mega Album Top 100         | 39            |
| French Albums Chart              | 60            |
| German Album Top 100             | 18            |
| New Zealand RIANZ Top 40 Albums  | 2             |
| Norwegian VG-lista Top 40 Albums | 31            |
| Swedish Sverigetopplistan        | 23            |
| Swiss Albums Top 100             | 13            |
| UK Albums Chart                  | 15            |
| US Billboard 200                 | 9             |
| Top Internet Albums              | 3             |

| Quốc gia                                                                           | Chứng nhận  | Số đơn vị/doanh số chứng nhận |
| ---------------------------------------------------------------------------------- | ----------- | ----------------------------- |
| Úc (ARIA)                                                                          | 2× Platinum | 140,000                       |
| Áo (IFPI Áo)                                                                       | Gold        | 25,000                        |
| Canada (Music Canada)                                                              | 4× Platinum | 400,000                       |
| Châu Âu (IFPI)                                                                     | Platinum    | 1.000.000                     |
| Đức (BVMI)                                                                         | Gold        | 100,000                       |
| Indonesia (ASIRI)                                                                  | Gold        | 35,000                        |
| Ý (FIMI)                                                                           | 2× Platinum | 200,000                       |
| México (AMPROFON)                                                                  | Gold        | 75,000                        |
| New Zealand (RMNZ)                                                                 | 2× Platinum | 30,000                        |
| Philippines (PARI)                                                                 | Gold        | 7,500                         |
| Thụy Sĩ (IFPI)                                                                     | Gold        | 25,000                        |
| Anh Quốc (BPI)                                                                     | Platinum    | 300,000                       |
| Hoa Kỳ (RIAA)                                                                      | 5× Platinum | 5,000,000                     |
| * Chứng nhận dựa theo doanh số tiêu thụ. ^ Chứng nhận dựa theo doanh số nhập hàng. |             |                               |

## Lịch sử phát hành
| Vùng lãnh thổ | Ngày               | Nhãn đĩa                                         | Định dạng  | Số biên mục | Tham khảo |
| ------------- | ------------------ | ------------------------------------------------ | ---------- | ----------- | --------- |
| Canada        | 1 tháng 6 năm 1999 | MCA Records                                      | CD (Promo) | UMD-9991    | [ 37 ]    |
| Canada        | 1 tháng 6 năm 1999 | MCA Records                                      | CD         | MCADE-11950 | [ 37 ]    |
| Brasil        | 1 tháng 6 năm 1999 | MCA Records                                      | CD         | MCADE-11950 | [ 37 ]    |
| Mỹ            | 1 tháng 6 năm 1999 | MCA Records                                      | CD         | MCD 11950   | [ 37 ]    |
| Trung Quốc    | 1 tháng 6 năm 1999 | MCA Records                                      | CD         | BRO119      | [ 37 ]    |
| Úc            | 1 tháng 6 năm 1999 | MCA Records                                      | CD         | 1121962     | [ 37 ]    |
| Australasia   | 1 tháng 6 năm 1999 | MCA Records                                      | CD         | 111 950-2   | [ 37 ]    |
| Châu âu       | 1 tháng 6 năm 1999 | MCA Records                                      | CD         | 111 950-2   | [ 37 ]    |
| Indonesia     | 1 tháng 6 năm 1999 | MCA Records                                      | CD         | 111 950-2   | [ 37 ]    |
| Argentina     | 1 tháng 6 năm 1999 | MCA / Universal Music Argentina S.A.             | CD         | 111 950-2   | [ 37 ]    |
| Nga           | 1 tháng 6 năm 1999 | MCA / Universal Music Nga                        | CD         | 111 950-2   | [ 37 ]    |
| Nam Phi       | 1 tháng 6 năm 1999 | MCA / Universal Music                            | CD         | STARCD 6519 | [ 37 ]    |
| Ukraina       | 2000               | MCA / Ukrainian Records                          | CD         | 111 950-9   | [ 37 ]    |
| Nhật          | 2003               | MCA                                              | UICY-2037  |             | [ 37 ]    |
| Mỹ            | tháng 12 năm 2009  | Mightier Than Sword Records                      | LP         | MTS.013     | [ 37 ]    |
| Mỹ            | tháng 12 năm 2009  | Geffen Records / Universal Music Special Markets | LP         | B0013812-01 | [ 37 ]    |